# Lándor Tivadar
Lándor Tivadar, születési nevén Löbl Tivadar (Nagykanizsa, 1873. szeptember 9. – Budapest, 1954. augusztus 19.) magyar újságíró, művészeti író, műfordító, művészettörténész, lapszerkesztő.

## Élete
Löbl Lipót (1828–1883) bádogosmester és Brodmann Paula fiaként született zsidó származású családban. A Budapesti Tudományegyetemen orvosi oklevelet szerzett, ám ezt hamar felcserélte a hírlapírással, és művészeti tanulmányokkal kezdett foglalkozni. Pályáját Vajda János lapjánál, a Jelenkor című kritikai lapnál kezdte. 1896-ban a Pesti Napló munkatársa, majd helyettes szerkesztője lett. 1906 és 1908 között a Magyar Nemzet felelős szerkesztőjeként dolgozott. A lap megszűnését követően, 1913-tól 1918-ig az Igazmondó című néplap, 1925-től 1928 februárjáig pedig a Budapesti Hírlap szerkesztője volt. Napilapokba és folyóiratokba írt képzőművészeti cikkeket, illetve több kritikai tanulmánya is megjelent. Később mint filmdramaturg működött. Számos tanulmányt írt Székely Bertalan művészetéről, akit barátjának tudhatott. A festő végrendeletében naplóján és írásain kívül számos értékes vázlatát hagyta rá, melyekből Lándor többet a budapesti Szépművészeti Múzeumnak ajándékozott. Szerkesztője volt A nagy háború írásban és képben című sorozatnak (I–VII., Budapest, 1915–1925). Műfordítással is foglalkozott, s lefordította France, Cherbuliez, Ibsen, Dumas és Eugène Brieux több regényét és színművét. Halálát gégerák okozta.
Első felesége Silberstein Zsófia (1867–1916) volt, Silberstein Móric községi tanító és Seelenfreund Róza lánya, akit 1898. november 10-én Kispesten vett nőül. Első felesége halálát követően ismét megnősült. Második házastársa Vég Ilona Szidónia volt.

## Főbb művei
- Zichy Mihály: élete, művészete és alkotásai. Gerő Ödönnel. (Budapest, 1902)
- Macskavár és egyéb mesék (Budapest, 1903)
- Székely Bertalan grafikai munkái (Budapest, 1917)

### Fordításai
- Berkeley, Charles de: A kis márkiné (regény, Budapest, 1901)
- Brieux, Eugène: A vörös talár (színmű, Budapest, 1901)
- Theuriet, André: Virágos erdő (regény, Budapest, 1902)
- France, Anatole: Lúdláb királyné (Budapest, 1906, 2. kiadás: Budapest, 1921, 3. kiadás: Budapest, 1929)
- Dumas, Alexandre: A három testőr (Budapest, 1908, 2. kiadás: Budapest, 1924, 3. kiadás: Budapest, 1928)
- Haggard, H. Rider: Ismeretlen ország (regény, 1-2. kötet, Budapest, 1911)
- Madelung, Aage: Hajsza emberre és vadra (Budapest, 1917, 2. kiadás: Budapest, 1918)
- Doyle, Arthur Conan: Sherlock Holmes kalandjai. Komor Gyulával. (Budapest, 1926)
- Hugo, Victor: A tenger munkásai. Ill. Jaschik Álmos. (Budapest, 1926)
- May, Karl: A sivatag úrnője (Budapest, 1935)